# Philippe de Broca

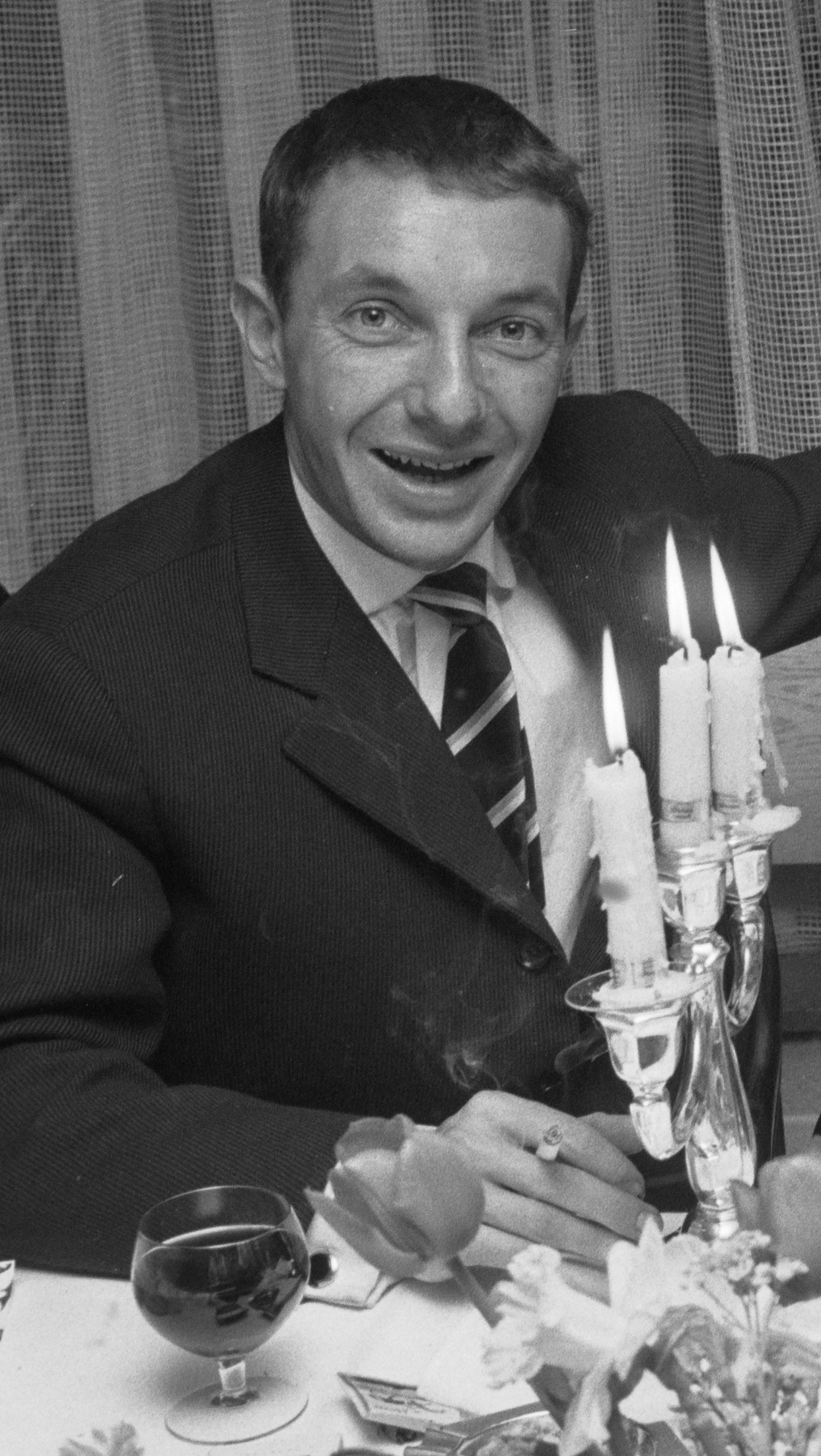
Philippe de Broca

Philippe de Broca (Parijs, 15 maart 1933 – Neuilly-sur-Seine, 27 november 2004) was een Frans filmregisseur.

## Leven en werk

### Afkomst en opleiding
Philippe de Broca was een man die de beeldende kunst aangeboren was, hij was immers de kleinzoon van een schilder en de zoon van een fotograaf. Na de middelbare ging hij naar de l'Ecole technique de photo et de cinéma in Vaugirard.

### Eerste stappen in de filmwereld
In het begin van zijn loopbaan maakte hij korte reclamefilmpjes op een kleine camera en ook educatieve filmpjes. In de filmwereld deed hij zijn eerste ervaring op als stagiair bij Henri Decoin. In het midden van de jaren vijftig maakte hij kennis met het milieu van de nouvelle vague. Hij werd zo regieassistent van onder meer Chabrol en Truffaut.

### Filmregisseur - vruchtbare samenwerkingen

#### Jean-Pierre Cassel
Als regisseur debuteerde de Broca met enkele komedies waarin Jean-Pierre Cassel telkens de hoofdrol speelde. Die films luidden ook een levenslange samenwerking in met scenarist Daniel Boulanger.

#### Jean-Paul Belmondo
Zijn doorbraak had de Broca te danken aan de avontuurlijke mantel-en-degenfilm Cartouche (1962) waarin Jean-Paul Belmondo de titelrol voor zijn rekening nam. Daarna draaide hij nog vijf lichtvoetige avonturenfilms of komedies met Belmondo. L'Homme de Rio (1964) was de meest succesrijke.

#### Philippe Noiret
De tandem de Broca-Philippe Noiret werkte voor het eerst samen in de komedie Les Caprices de Marie (1970), waarin Noiret een dorpsonderwijzer vertolkte. Hij zette de samenwerking voort door met Annie Girardot een romantisch koppel te vormen in het komisch tweeluik Tendre poulet (1978) en On a volé la cuisse de Jupiter (1980). Daarna verscheen hij nog in de komedie L'Africain (1983) en in het groots opgezet historisch fresco Chouans! (1988).

#### Jean Rochefort
De Broca's eerste samenwerking met Jean Rochefort dateert uit 1962 toen Rochefort een luitenant van Cartouche speelde. Rochefort kruiste opnieuw het pad van Belmondo in de komische avonturenfilm Les Tribulations d'un Chinois en Chine (1965). In 1968 volgde de komedie Le Diable par la queue. Ruim tien jaar later ten slotte verscheen Rochefort een vierde keer voor de camera's van de Broca in de komedie Le Cavaleur (1979). 
In 2004 overleed de Broca op 71-jarige leeftijd aan kanker.

## Filmografie

### Regieassistent
- 1958 - Le Beau Serge (Claude Chabrol)
- 1959 - À double tour (Claude Chabrol)
- 1959 - Les Quatre Cents Coups (François Truffaut)
- 1959 - Les Cousins (Claude Chabrol)

### Regisseur

#### Korte films
- 1953 - Les Trois Rendez-vous
- 1954 - Salon nautique (documentaire)
- 1954 - Sous un autre soleil (documentaire)
- 1956 - Opération gas-oil (documentaire)

#### Langspeelfilms
- 1960 - Le Farceur
- 1960 - Les Jeux de l'amour
- 1961 - L'Amant de cinq jours
- 1962 - Cartouche
- 1962 - Les Sept Péchés capitaux (sketchenfilm, episode La Gourmandise)
- 1963 - Les Veinards (sketchenfilm, episode La vedette)
- 1964 - L'Homme de Rio
- 1964 - Un monsieur de compagnie
- 1965 - Les Tribulations d'un Chinois en Chine
- 1966 - Le Roi de cœur
- 1967 - Le Plus Vieux Métier du monde (sketchenfilm, episode La Révolution française)
- 1968 - Le Diable par la queue
- 1970 - Les Caprices de Marie
- 1971 - La Poudre d'escampette
- 1972 - Chère Louise
- 1973 - Le Magnifique
- 1975 - L'Incorrigible
- 1977 - Julie pot de colle
- 1978 - Tendre poulet
- 1979 - Le Cavaleur
- 1980 - On a volé la cuisse de Jupiter
- 1981 - Psy
- 1983 - L'Africain
- 1984 - Louisiane
- 1986 - La Gitane
- 1988 - Chouans!
- 1990 - Les 1001 nuits
- 1991 - Les Clés du paradis
- 1997 - Le Bossu
- 2000 - Amazone
- 2004 - Vipère au poing

- Biblioteca Nacional de España: XX1276181
- Bibliothèque nationale de France: cb13510757j (data)
- Gemeinsame Normdatei: 122245245
- International Standard Name Identifier: 0000 0000 8409 4227
- Library of Congress Control Number: n90704371
- Nationale Bibliotheek van Tsjechië: js20020610018
- Nationale Bibliotheek van Israël: 987007420166305171
- Nederlandse Thesaurus van Auteursnamen: 072293209
- SNAC: w63r1p91
- Système universitaire de documentation: 029013984
- Virtual International Authority File: 112184239
- WorldCat: E39PBJmpdfVTYKwwPKFHh4qxXd